# Наблюдателен спътник
Наблюдателните спътници са изкуствени спътници конструирани да извършват наблюдения над Земята от орбита, подобно на разузнавателните спътници. За разлика от тях обаче, наблюдателните спътници не се използват за военни цели, а само за граждански като наблюдение над оклоната среда, метеорология, картографиране и др.